# Primula septemloba
Primula septemloba är en viveväxtart som beskrevs av Adrien René Franchet. Primula septemloba ingår i släktet vivor, och familjen viveväxter. Utöver nominatformen finns också underarten P. s. minor.